# Sagas
Pour les articles homonymes, voir Saga (homonymie).
Sagas est un magazine estival consacré aux célébrités et au gotha, diffusé sur TF1 à partir du 26 juin 1998. Il a été présenté par Stéphane Bern de 1998 à 2003, puis par Flavie Flament jusqu'en 2007. Le programme est relancé en 2013 sur NRJ 12 sous le titre Tellement people, la Saga.

## Programme
Le concept était de suivre l'intimité de stars françaises et internationales, qui se confessent devant la caméra. 
Le programme était diffusé chaque mercredi pendant la période estivale, il a également été diffusé durant les fêtes de fin d'année durant les dernières saisons.
L'émission est arrêtée en 2007, en raison d'audiences jugées trop faibles.
Puis en 1998 l'émission a été diffusée sur RTL-TVI en Belgique qui est présenté par Sandrine Dans, Virginie Efira, Sandrine Corman et Nancy Sinatra jusqu'en 2007.

## Reprise sur NRJ12
NRJ 12 rachète la marque Sagas en 2012 et diffuse le programme sous le nom Tellement people, la Saga durant l'été 2013 chaque mercredi soir en prime time. Quatre numéros du programme sont produits.
La présentation est confiée au duo Clara Morgane et Stéphane Jobert, qui avaient déjà collaboré à l'émission Le Super Bêtisier de l'Année.
Cependant, seuls deux numéros sont diffusés. L'émission est déprogrammée en raison des faibles audiences (entre 1 et 1,4 % du public) réalisées par le programme.